# Dionýsios Angelópoulos
Dionýsios Angelópoulos (grec moderne : Διονύσιος Αγγελόπουλος), souvent appelé Dionýsis Angelópoulos (Διονύσης Αγγελόπουλος), né le 5 août 1992, est un rameur grec.

## Palmarès

### Jeux olympiques d'été
- 2016 à Rio de Janeiro,  Brésil
  - 8e en quatre sans barreur

### Championnats d'Europe
- 2014, à Belgrade ( Serbie)
  -  Médaille d'argent en quatre sans barreur
- 2015, à Poznań ( Pologne)
  -  Médaille d'argent en quatre sans barreur

### Jeux méditerranéens
- 2013 à Mersin,  Turquie
  -  Médaille d'argent en skiff